# Кащей Бессмертный (фильм)
«Каще́й Бессме́ртный» — советский полнометражный чёрно-белый художественный фильм-сказка. Поставлен на студии «Союздетфильм» в 1944 году режиссёром Александром Роу. В широкий прокат в СССР фильм вышел 27 мая 1945 года. Восстановлен в 1980 году.

## Сюжет
Богатырь Никита Кожемяка возвращается в родную деревню, но только на месте её обнаруживает пепелище. Юноша безутешен, когда к нему вдруг обращается Старичок сам-с-перст-борода-семь-верст. От последнего он узнаёт, что деревню сожгли орды Кащея Бессмертного, а его будущую невесту Марью Моревну похитили. Разгневанный Никита желает разыскать Кащея, чтобы поквитаться. Волшебный человечек напутствует молодца, даёт ему горсть родной земли и шапку-невидимку в придачу на тот случай, если герой вдруг окажется в наибольшей опасности.
Вскоре верхом на коне главный герой приезжает в чужие края, где правит захвативший власть Кащей. У входа в город Никита конфликтует со стражниками, теряет коня, но сбегает от них и попадает на площадь, где как раз происходит судебное заседание. Служители Фемиды судят Булата Балагура, намереваясь казнить его за попытку кражи ковра-самолёта, на котором обвиняемый собирался полететь в царство Кащея и убить кровожадного тирана. Увернувшись от пытавшихся его задержать стражников, Никита надевает на голову шапку-невидимку, становится невидимым и освобождает Булата. Вместе они хватают волшебный ковёр и летят к Кащею Бессмертному.
Оказавшись на краю света, Никита и Булат с помощью хитрости и волшебной шапки незаметно проникают в замок Кащея, где находят безжизненно лежащую на ложе Марью. Когда появляется Кащей Бессмертный, двое товарищей прячутся. Они наблюдают, как Кащей надевает Марье на палец кольцо, тем самым возвращая её к жизни. В последующем разговоре Кащей предлагает Марье в последний раз стать его женой, но поскольку того, кто не имеет сердца, девушка боится, то чародей заверяет её, что оно у него всё-таки есть.
Сердце Кащея хранится в чёрном яблоке, растущем на чёрном дереве, стоящем на чёрной горе. В том случае, если храбрец приблизится к дереву, лист раскроется и появится цветок, который превратится в яблоко. Смельчак, отважившийся разломить яблоко голыми руками, найдёт в нём сердце, но обернётся камнем. Марья отказывается от предложения, после чего Кащей снимает с пальца девушки кольцо, и она возвращается в безжизненное состояние. Кольцо он бросает в водопад, который в результате пересыхает на короткое время и открывает секретный проход для Кащея Бессмертного.
Прятавшийся до поры Никита надевает аналогичное кольцо на палец Марьи и тем самым вновь пробуждает девушку. Впрочем, когда они уже собираются бежать из замка, то обнаруживают пропажу волшебной шапки. Марья снова снимает с пальца кольцо, бросает его в водопад и погружается в вечный сон, как только замечает смятение двоих мужчин перед водной преградой в потайном проходе Кащея. Таким образом, двое боевых товарищей убегают, в то время как девушка остаётся пленницей чародея.
Далее Никита вступает в противостояние с Кащеем Бессмертным. Злой чародей заклинанием вызывает собственную армию, а добрый молодец берёт дарованную ему родную землю и подбрасывает в воздух, призывая таким образом народную дружину на подмогу. Тем временем Булат Балагур взбирается на чёрную гору, срывает яблоко, расщепляет его и ловит выпавшего изнутри белого голубя. Между тем за поединком Никиты и Кащея наблюдают уже две выстроившиеся супротив друг друга армии. У главного героя два раза получается обезглавить противника, но всякий раз у Кащея вместо срубленной головы вырастает новая.
Наконец Булат Балагур находит сердце Кащея в виде змеи, затаившейся под оперением у голубя. Птицу он выпускает, а вот змею разбивает оземь, после чего несчастный Булат превращается в камень. В то же самое время Никита бросает поднятого над головой Кащея на землю, побеждая коварного чародея раз и навсегда, Булат оживает. Войска поверженного противника оборачиваются в бегство, чары спадают, а воссоединившиеся герои восславляют родную землю.

## В фильме снимались
| Актёр             | Роль                        |
| ----------------- | --------------------------- |
| Сергей Столяров   | Никита Кожемяка             |
| Александр Ширшов  | Булат Балагур               |
| Галина Григорьева | Марья Моревна               |
| Георгий Милляр    | Кащей Бессмертный           |
| Иван Рыжов        | озорной парень              |
| Сергей Юрцев      | гусляр                      |
| Сергей Троицкий   | повелитель                  |
| Лев Кровицкий     | судья                       |
| Сергей Филиппов   | палач                       |
| Пётр Галаджев     | 1-й стражник                |
| Иван Бобров       | 2-й стражник                |
| Эммануил Геллер   | 3-й стражник                |
| Фёдор Григорьев   | эпизод (в титрах не указан) |

## Съёмочная группа
- Авторы сценария — Владимир Швейцер, Александр Роу
- Режиссёр-постановщик — Александр Роу
- Главный оператор — Михаил Кириллов
- Художники-постановщики — Николай Акимов, Иван Никитченко, Сергей Козловский, Евгений Некрасов, Пётр Галаджев
- Композитор — Сергей Потоцкий
- Звукооператор — Сергей Юрцев
- Второй режиссёр — Иван Лукинский
- Операторы — Константин Алексеев, Л. Сазонов
- Скульптор — Н. Савицкий
- Художник — Феликс Богуславский
- Гримёр — Анатолий Иванов
- Пиротехники — А. Демьяненко, Ф. Тюменев
- Монтажёр — Ксения Блинова
- Тексты песен — Сергей Городецкий, Наталья Кончаловская
- Оркестр и хор Комитета по делам кинематографии при СНК СССР под управлением Давида Блока
- Директора картины — Г. Денисон, Павел Данильянц

## История создания
В связи с началом Великой Отечественной войны советские кинематографисты планировали начать работу над патриотическим фильмом.
…в затемнённой Москве собрались мы, киносказочники со студии «Союздетфильм», и, обсудив, решили в присущей нам сказочной форме создать фильм об исконном патриотизме русского народа. О сильных и могучих богатырях — наших великих предках, об их храбрости, мужестве, беззаветной любви к Родине – в общем, иносказательным языком киносказки, избегая прямых аналогий, рассказать о грозных событиях тех дней.Александра Роу
Но осенью 1941 года А. Роу был занят выпуском агитационного киноальманаха  — Боевого киносборника № 7. И только когда студия была эвакуирована в Сталинабад, режиссёр смог вернуться к фильму-сказке. Работа над сценарием была завершена в 1943 году.
Начальник Управления агитации и пропаганды ЦК ВКП(б) Г. Ф. Александров критично отнёсся к тексту и попросил дать ему свою оценку писателя Алексея Толстого. А. Толстой отозвался о сценарии крайне негативно: «Считаю этот сценарий конъюнктурным, художественно лживым, не народным, патриотизм его поистине квасным и посему — негодным». Далее Александров, руководствуясь мнением Толстого, обратился к секретарям ЦК ВКП(б): А. А Андрееву, Г. М. Маленкову и А. С. Щербакову с просьбой запретить работу над фильмом, который «является фальсификацией русского сказочного фольклора». Тем не менее после проверки сценарий был утверждён и фильм запущен в производство.
На вопрос кто будет играть главного злодея, драматург Владимир Швейцер и режиссёр Александр Роу в один голос сказали: «Конечно, Георгий Францевич». Милляр уже хорошо себя зарекомендовал в ролях злодеев и являлся знаменитостью. Но артист изначально отказывался от роли, опасаясь что не справится с таким сложным образом. 

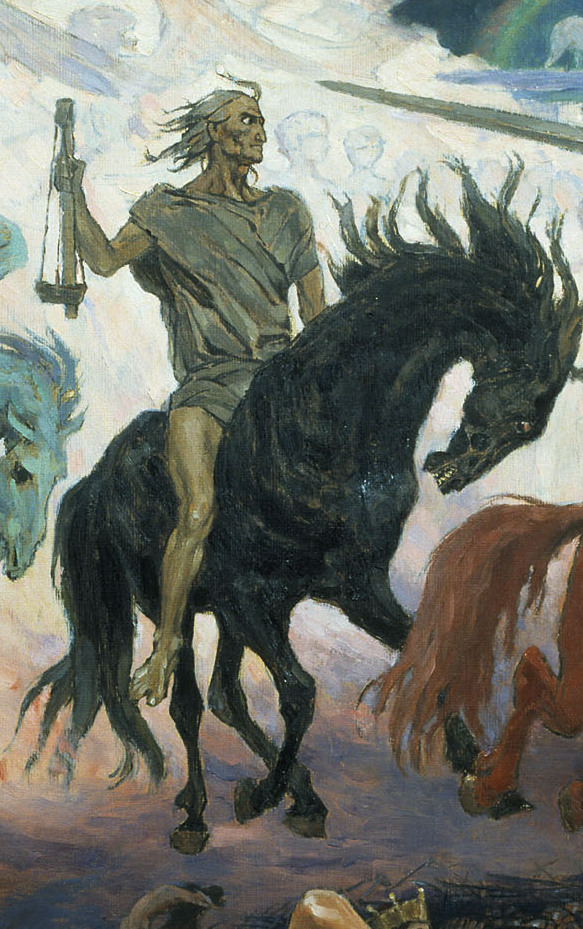
Фрагмент картины В. Васнецова «Воины Апокалипсиса» (1887)

Когда его пригласили только обсудить некоторые моменты съёмок, Георгий пришёл с выбритой головой и бровями. Такой образ очень понравился руководству, и актёр сразу был утверждён на роль. Чтобы лучше вжиться в роль злодея, Милляр ходил по московским церквям и смотрел, как иконописцы изображали зло.
Во время съёмок фильма Георгий Милляр переболел малярией и весил, по его словам, «45 килограммов с ботинками», в сочетании с яркой одеждой (плащ был красного цвета) это придавало ему сильное сходство со скелетом. Часть грима Кащея придумал сам Милляр, и говорят, что во время съёмок его лошади завязывали глаза, потому что она боялась и не подпускала к себе загримированного актёра.
Георгия Милляра упрекали в том, что его Кащей имеет сходство с Адольфом Гитлером и олицетворяет фашизм, но сам актёр такую связь отрицал: «Я до такой вульгарной трактовки не дошёл… Каждая эпоха выявляет своего Кащея и в этом смысле он бессмертен». Образ Кащея был заимствован с третьего всадника на картине Виктора Васнецова «Воины Апокалипсиса».

### Съёмки
Вторую часть фильма, где Никита Кожемяка отправляется спасать похищенную Кащеем Марью Моревну, начали снимать в Таджикистане, в Душанбе (тогда — Сталинабаде), куда эвакуировали съёмочную группу из-за военного положения в стране, там же сняли и царство Кащея.
Первая часть фильма (то есть посад, сцена праздника и нападение войска Кащеева), снималась близ села Озёрки Тальменского района Алтайского края. По одной из версий, когда режиссёр выбирал место для съёмок, ему предложили Алтай, рассказав о вековых деревьях, «простирающих свои косматые ветви до облаков», о «зарослях папоротника, достигающих высоты всадника, едущего на высоком коне», и Александр Роу согласился. В 1943 году в село приехали строители, которые рядом с озером делали насыпь и выравнивали её, чтобы впоследствии на ней выстроить декорации деревни. В 1944 году в Озёрки приехали Александр Роу и актёры Сергей Столяров, Галина Григорьева и Иван Рыжов. Григорьева перед съёмками болела тифом и потому приехала стриженая налысо, каждый день её гримировали, а в перерывах между съёмками её кормил из ложечки лично Столяров. В июле 1944 года в местной газете появилось объявление: «Киноэкспедиция „Союздетфильма“ по съёмке художественного фильма „Конец Кощея Бессмертного“ приглашает для участия в киносъёмках на ст. Озёрки лиц мужского и женского пола разного возраста. Запись производится 1, 2 и 8, 9 июля сего года в 11-19 часов по адресу: Барнаул, гостиница „Алтай“, комната № 28.» На объявление откликнулись как местные, так и жители Барнаула. Съёмки нападения войска Кащеева проводились у ныне пересохшего озера Большое Займище, в массовке участвовали местные жители, причём в перерывах они ходили по деревне, не снимая с себя доспехов и грима, за что местные жители называли их «чертями». Для съёмок фильма специально была построена целая деревня с церковью, у многих домов было всего три стены, и только те части дома, которые попадали в кадр. Строить декорации помогали местные жители, они рубили и подвозили деревья на коровах. В процессе кинопроизводства деревню сожгли, причём сцену снимали сразу три оператора с разных планов. Для другой сцены сожгли целое поле хлеба, специально для этого пришлось получать разрешение из Москвы. Местные жители называли то самое поле «полем на Рогульках», сейчас оно находится в Первомайском районе.
Для сцены, в которой Никита Кожемяка разговаривает с жабой, съёмочная группа специально искала подходящую особь. Местные жители бросали называемых «холодушками» жаб в молоко, чтобы оно не скисло, после чего их и приносили режиссёру, причём за утверждённую заплатили деньги. В этой же сцене на озере должны были быть лилии, помимо настоящих специально были подготовлены искусственные. Также для съёмок фильма у местных жителей закупили голубей, объявление в газете гласило: «Киноэкспедиция „Союздетфильм“ покупает за наличный расчёт голубей (разных мастей). Для осмотра голубей просьба сообщить свои адреса, с указанием часов осмотра по адресу: Барнаул, почтамт, киноэкспедиция „Союздетфильм“, до востребования.» Медведя в одной из сцен сыграл местный житель.
Георгий Милляр, возможно, играл не только Кащея Бессмертного, но и старичка-лесовичка. В титрах оригинальной версии фильма напротив персонажа старичка-лесовичка стоял астеризм, а в восстановленных версиях 1962 и 1980 годов эта роль и вовсе не была указана в титрах. Тем не менее местные жители утверждали, что Милляр не приезжал в деревню, а этого персонажа сыграл местный житель дед Мотовилов. С другой стороны, Старичок-сам-с-перст снят явно при помощи комбинированных съёмок (уменьшен в кадре), следовательно, Милляра вполне могли отснять в студии. Актёрам массовки платили 18 или 180 рублей, а девушкам из массовки ещё на память оставили цветные атласные ленточки. В общей сложности съёмки фильма в деревне проходили в течение трёх месяцев.
В одной из сцен, где Никита Кожемяка сражается с Кащеем, актёр Сергей Столяров случайно ударил Милляра деревянным мечом по голове так, что последнего пришлось срочно отвезти в больницу, где у него диагностировали сотрясение мозга.

## Премьера
Первый показ фильма прошёл в деревне Озёрки, где была отснята половина материала, и сам Роу отзывался о нём так: «Сельский клуб не смог вместить всех желающих. Пришлось „раздвинуть“ стены — натянуть полотно на улице перед входом в клуб, и фильм сразу же посмотрели сотни зрителей». Премьера фильма на большом экране состоялась в барнаульском кинотеатре «Родина» в День Победы, 9 мая 1945 года. В широкий прокат в СССР фильм вышел 27 мая 1945 года.
Фильм «Кащей Бессмертный» был выпущен в Японии в 1948 году, причём стал одним из самых кассовых советских фильмов в Японии 1940-х годов. Премьера фильма состоялась в провинции, в префектуре Ниигата. «Кащей Бессмертный» стал первым иностранным фильмом, демонстрировавшимся в крупнейшем кинотеатре Японии — «Кокусай Гэкидзё».

## Отзывы и критика

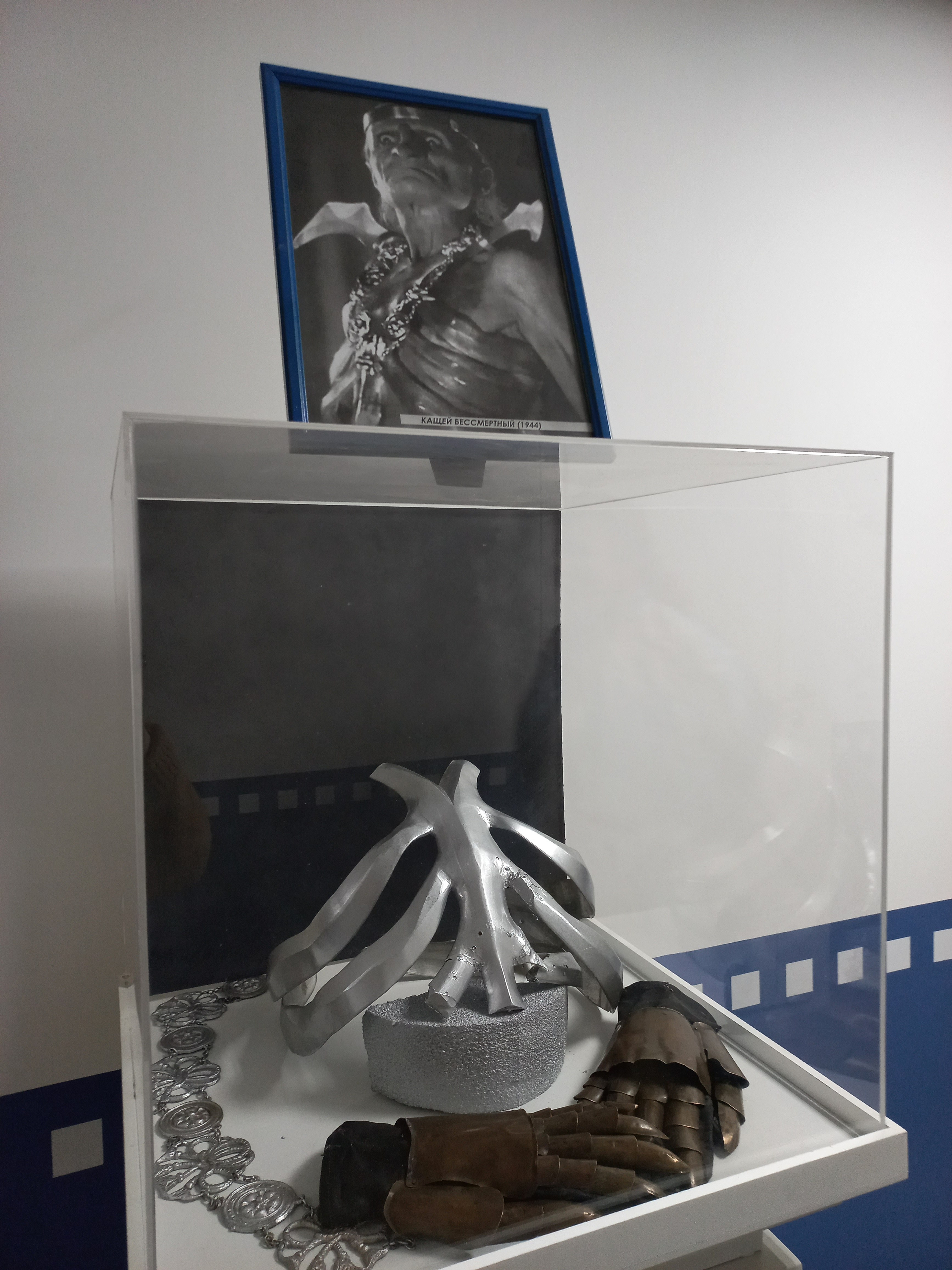
Костюм Кащея в Киностудии им. Горького (2023 год)

После премьеры фильм был высоко оценён зрителями и критиками, и в настоящее время он является классикой. Рецензенты расхваливали его художественные особенности: «Вот поистине чудесный фильм, чудесный и интересный с чисто кинематографической точки зрения, он напоминает поэтические сказки Пушкина. С технической стороны — это самое настоящее и чистое кино. Здесь всё говорит образами, даже такие, казалось бы, чисто литературные „элементы“, как метафора, гипербола, аллегория и тому подобные, реализованы здесь исключительно при помощи образов. Когда смотришь этот фильм, понимаешь, что именно от образа родилось слово». Зачастую кинокритиками обращается внимание на тот факт, что образ Кащея создан под влиянием «эстетики немецкого средневековья».
Злата Комкова в своём докладе говорит, что в фильме «„Кащей Бессмертный“ говорилось о торжестве справедливости над злом, о любви к родной земле. В послевоенные годы фильмы воспитывают характер подростков, отношение к труду, непримиримость к тунеядству, любовь к Родине, нетерпимость к национальной и расовой розни».

### Параллели с «Нибелунгами» Фрица Ланга
В одном из интервью Георгий Милляр сказал, что «фильм „Кащей Бессмертный“ Александра Роу ставился как пародия на „Нибелунгов“ Фрица Ланга». Фильм «Нибелунги» во время Второй мировой войны имел большое значение для Германии. Сразу после того, как Адольф Гитлер пришёл к власти, Йозеф Геббельс дал указание повторно выпустить на экраны «Смерть Зигфрида» (первая часть дилогии «Нибелунги»), который использовался для национал-социалистской пропаганды.
В фильме имеются многочисленные отсылки к «Нибелунгам», например: Кащей в исполнении Милляра похож на Короля гуннов Этцеля, слуги Кащея, одетые в варварские шкуры, сильно похожи на гуннов из фильма, а декорации замка Кащея напоминают жилище Брунгильды. Главные герои фильма, Никита Кожемяка и Марья Моревна, напоминают Зигфрида и Кримхильду не только своими типажами, но и внешними признаками. Так, например, у Марьи длинные заплетённые волосы, как у Кримхильды. Режиссёр несколько раз за фильм делает аллюзии на «Нибелунгов». В начале фильма Никита, как и Зигфрид, едет к возлюбленной через лес на белом коне. Сцена смерти Зигфрида, лежащего у источника, повторена в «Кащее Бессмертном» дважды: сначала Никита лежит у воды и разговаривает с жабой, которая пророчит ему беду, а затем на том же месте он встречает умирающего парня со стрелой в груди (Зигфрид был насквозь проткнут копьём в спину). Кроме того, в фильме имеются и прямые заимствования сказочных мотивов. Например, сцена в которой Никита Кожемяка и Булат Балагур тайно пробираются в замок Кащея, надев шапку-невидимку, повторяет сцену из «Нибелунгов», где невидимый Зигфрид помогает воинам Гюнтера победить Брунгильду. Булат Балагур каменеет и превращается в статую, взяв в руки Кащееву смерть, точно так же, как карлики-кариатиды, держащие огромное блюдо с сокровищами короля гномов, после смерти последнего обращаются в камень.

## Влияние фильма
Часто в Японии проводились нелегальные показы патриотических советских фильмов, включая и «Кащея Бессмертного». Японским зрителям понравились герои из «Кащея»: в послевоенные годы этот фильм заменял им запрещённый тогда японский национализм. В пропагандистском журнале «Совэто эйга» говорилось о необходимости брать пример с патриотического советского киноискусства.
Весной 2013 года Тальменский краеведческий музей получил президентский грант в размере 600 тысяч рублей, на который был открыт зал, посвящённый фильму «Кащей Бессмертный», где в полный рост стоит деревянный Кащей, созданный скульптором Сергеем Мозговым.
В феврале 2016 года аспирант ТУСУРа Евгений Гарин направил письмо председателю Союза Кинематографистов России Никите Михалкову и министру культуры Российской Федерации Владимиру Мединскому, в котором заявил о совпадении сюжетов «Звёздных войн» и «Кащея Бессмертного». Среди совпадений приводятся примеры сходства характеров и социальных ролей персонажей: Никита Кожемяка — Люк Скайуокер, Марья Моревна — Лея Органа, Булат Балагур — Хан Соло, Старичок-сам-с-перст — Магистр Йода, Кащей Бессмерный — Дарт Вейдер. Также ключевые сюжетные повороты: похищение главной героини, возвращение главного героя в свою сгоревшую деревню, маленький старец, передающий силу главному герою, и другое. Ряд критиков и фанатов данное заявление восприняли очень скептически и обращают внимание на то, что «в литературе существует всего 36 так называемых модульных сюжетов». «Вообще, это самостоятельное произведение, но Лукас вдохновлялся другими произведениями других авторов, такими, например, как Курасава, Эйзенштейн, он вдохновлялся атакой Александра Невского на тевтонцев» — слова одного из фанатов саги «Звёздные войны».
Фильм восстановлен на киностудии имени М. Горького в 1980 году.
- Режиссёр восстановления — Георгий Шепотинник
- Звукооператор — Керим Амиров

К 70-летнему юбилею фильма В 2014 году была проведена колоризация картины.